# Sắc đẹp và danh vọng
Sắc đẹp và danh vọng là một bộ phim truyền hình được thực hiện bởi M&T Pictures cùng TKL do Lý Khắc Lynh làm đạo diễn. Phim phát sóng vào lúc 13h00 từ thứ 2, 3, 4 hàng tuần bắt đầu từ ngày 15 tháng 3 năm 2010 và kết thúc vào ngày 28 tháng 6 năm 2010 trên kênh HTV7.

## Nội dung
Sắc đẹp và danh vọng xoay quanh câu chuyện đầy trớ trêu giữa hai chị em Ngọc Bình (Phan Như Thảo) và Ngọc Hân (Kim Tuyến). Từ nhỏ, do bố mẹ ly hôn, Bình và Hân đã bị buộc phải xa cách nhau. Trong khi Ngọc Bình ở cùng mẹ và bà ngoại, có tính tình hiền lành chăm chỉ thì Ngọc Hân sống với bố, mang tính cách sắc sảo nhưng lại luôn đem lòng thù hận vì nghĩ rằng mẹ đã bỏ rơi hai bố con cô để tìm cuộc sống nhung lụa.
Nhiều năm qua đi, trong cuộc thi "Hoa khôi công sở", hai chị em Bình Hân đã tình cờ tham gia cùng nhau và nhanh chóng trở thành bạn thân mà không hề biết đối phương là chị/em ruột của mình. Tại đêm trao giải, vì bị đối thủ cạnh tranh hãm hại mà Ngọc Hân chỉ được trao giải Á khôi, nhường lại giải Hoa khôi cho Ngọc Bình. Vốn đã rạn nứt quan hệ vì hiểu lầm bạn chơi xấu mình, Hân lại biết được người giành Hoa khôi chính là chị gái năm xưa, khiến cô càng thêm tức giận, ganh tị với chị. Mối quan hệ chị em Ngọc Bình – Ngọc Hân, trong vòng xoay sắc đẹp danh vọng, cũng bắt đầu từ đây và tưởng như không bao giờ có thể kết thúc.

## Diễn viên
- Phan Như Thảo trong vai Ngọc Bình
- Kim Tuyến trong vai Ngọc Hân
- Đức Hải trong vai Sinh Hùng
- Dương Hoàng Anh trong vai Huỳnh Thông
- Huy Khánh trong vai Kiên
- Quỳnh Thy trong vai Bạch Lan
- Quỳnh Thư trong vai Mỹ Linh
- Thân Thúy Hà trong vai Vợ Sinh Hùng
- NS Bảo Anh vai Ông Đông (bố Huỳnh Thông)
- Diễm My trong vai Bà Khanh (mẹ Huỳnh Thông và Kiên)
- Cát Phượng trong vai Dì Hồng

Cùng một số diễn viên khác....

## Sản xuất và phát sóng
Đạo diễn của bộ phim là Lý Khắc Lynh, với phần kịch bản do nhóm biên kịch công ty M&T Pictures chấp bút, dài 40 tập. Diễn viên được chọn vào hai vai chính trong phim lần lượt là Như Thảo và Kim Tuyến. Bộ phim đã khởi quay từ tháng 1 năm 2010 trước khi ấn định thời điểm phát sóng vào khoảng cuối tháng 4 cùng năm.
Tác phẩm đã chính thức lên sóng tập đầu tiên vào ngày 15 tháng 3 năm 2010 trên kênh HTV7, trong khung giờ 13h00 thứ 2, 3, 4 hàng tuần. Ngoài chiếu trên kênh thuộc Đài Truyền hình Thành phố Hồ Chí Minh, bộ phim cũng được phát lại ở các đài địa phương khác trên cả nước.

## Tiếp nhận
Tại thời điểm phát sóng, Sắc đẹp và danh vọng đã thu hút nhiều người theo dõi và nhận về phản hồi tích cực khi sở hữu một kịch bản chặt chẽ cùng diễn xuất tốt từ dàn diễn viên. Dù vậy, bộ phim lại sớm trở thành tâm điểm của những nghi vấn và chỉ trích khi có nhiều người xem trên diễn đàn Dienanh.net chỉ ra sự "trùng hợp", "nhái bén khá lộ liễu" của Sắc đẹp và danh vọng với bộ phim Hồng Kông năm 2000 Sắc đẹp vĩnh cửu, từng được phát sóng trên HTV7 và một số đài truyền hình khác nhau tại Việt Nam. Không chỉ giống nhau từ cốt truyện, diễn tiến tình tiết,... tên của các nhân vật trong phim cũng bị cho là giống với tên của các nhân vật trong bản phim Hồng Kông, dù trước đó trong buổi ra mắt phim hay xuyên suốt thời lượng các tập của bộ phim đều không có một thông tin nào cho thấy phim được Việt hóa từ kịch bản phim này. Điểm khác biệt duy nhất, dựa theo nội dung tóm tắt từ phía nhà sản xuất, là nằm ở phần kết phim, khi thay vì nhân vật chính ở bản phim Hồng Kông qua đời vì bệnh AIDS thì nhân vật tương tự ở bản phim Việt lại nhận kết quả xét nghiệm âm tính và sống hạnh phúc bên người mình yêu.
Việc tác phẩm có "ý tưởng lớn" với một bộ phim truyền hình nước ngoài khác đã làm dấy lên những ý kiến tranh cãi trong bối cảnh các phim truyền hình nội địa sản xuất và phát sóng khoảng cuối thập niên 2000 – đầu thập niên 2010 bị cáo buộc "nhái" kịch bản từ nước ngoài và không trả tiền bản quyền. Ngoài Sắc đẹp và danh vọng, một bộ phim khác của M&T Pictures phát sóng trên cùng một kênh, Đối mặt, cũng bị cho là có quá nhiều tình tiết giống với Ngàn vàng tiểu thư của Đài Loan ngay từ khi mới bấm máy ghi hình và dựa vào phần nội dung được công bố. Trả lời phỏng vấn với tờ Người lao động về những nghi vấn cho rằng bộ phim đang "đạo" ý tưởng, đại diện công ty sản xuất cho biết việc này "trông chờ vào ý thức của người viết [...] Nếu thấy có nhiều sự trùng hợp, bộ phận biên tập của hãng cố gắng chỉnh sửa để đừng giống nhau nhiều quá. Phim Sắc đẹp và danh vọng nằm trong trường hợp đó". Ngoài câu trả lời trên, cho đến khi bộ phim kết thúc thì các cơ quan chức năng vẫn chưa có một hành động nào để xử lý sự việc cũng như vấn nạn "đạo phim" trong giai đoạn này.

## Giải thưởng
| Năm  | Giải thưởng | Hạng mục                              | (Người) đề cử | Kết quả | Tham khảo |
| ---- | ----------- | ------------------------------------- | ------------- | ------- | --------- |
| 2010 | HTV Awards  | Nam diễn viên phụ được yêu thích nhất | Huy Khánh     | Đề cử   | [ 18 ]    |